# ياسر شعبان (مغني)
ياسر شعبان (16 يوليو 1961 - 28 سبتمبر 2017) هو مغني ومدبلج ومؤدي أصوات مصري.

## حياته ونشأته
ولد في الإسكندرية في الثامن عشر من يوليو عام 1961 وهو الشقيق الأكبر للفنان هشام نور بدأ ياسر مسيرته الفنية في عمر 16 عام قبل أن يلتحق بالمعهد العالي للموسيقى العربية 1986 وفي نفس العام حصل على لقب الطالب المثالي علي جامعات الأسكندرية، تخصص في دراسة الصوتيات عام 1987.

## مسيرته
- شارك ياسر شعبان بالغناء في بدايته مع فريق شارك والذي كان يضم في ذلك الحين طارق نديم على البيانو وطارق أمير على الجيتار وأشرف زكي بيز جيتار ومحمد عبد العزيز على الطبلة[9]، ثم أنضم إلى فريق الحب والسلام سنة 1980[10] ولحق به أخيه هشام عام 1981 إلى عام 1984.[11]
- أنتقل بعدها لفرقة تدعى الحب والسلام.[12]
- كانت انطلاقته في بداية التسعينات بمشاركته في بطولة العديد من أفلام ديزني المدبلجة للعربية حيث قام بالأداء الصوتي لعدة شخصيات أبرزها هرقل في فيلم هرقل[13]، والمهرج كلوبان في فيلم أحدب نوتردام[14]، والأميرة غريب ضمن أحداث فيلم الأميرة النائمة[15]، والراوي ضمن أحداث فيلم إيكابود، وراجي ضمن أحداث فيلم مئة مرقش ومرقش.[16][17]
- قام أيضا بغناء عدد من أغنيات أعمال ديزني، وهي مقدمة مسلسل قصص بطوطية، ومقدمة مسلسل البط السري[3]، ومقدمة مسلسل كتيبة النجدة، ومقدمة مسلسل مغامرات ويني الدبدوب وغيرها.[18][19]

## وفاته
رحل ياسر عن عمر يناهز 56 عاما، ونعته صفحة شركة والت ديزني، ونشرت الصفحة أنه كان واحدا من أهم الأصوات التي شاركت في بدايات نسخ أفلام ديزني بالعربية.